# Michael Wayans
Michael Wayans (Los Angeles, 28 de março de 1985) é um ator norte-americano.
É filho de Damon Wayans e irmão de Damon Wayans Junior. Um de seus papéis mais conhecidos foi como Mike, um dos amigos trapalhões de Michael Kyle Junior (interpretado por George O. Gore II), em My Wife and Kids (no Brasil, Eu a Patroa e as Crianças).

## Filmografia
(1994) Blankman-Young Darryl
(2009) Dance Flick-Confessing Crew Member

#### Televisão
- (2001-2003) My wife and kids - Mike
- (2009) Daddy's Girls - Ele mesmo